# Sługa Ludu
Sługa Ludu (ukr. Слуга народу) – ukraińska partia polityczna założona 2 grudnia 2017 roku przez Wołodymyra Zełenskiego. Partia jest sukcesorem Partii Decydujących Zmian (ukr. Партія рішучих змін). Partia ma taką samą ukraińską nazwę, jak serial Sługa ludu, w którym główną rolę zagrał Zełenski.

## Historia
Pierwszym przewodniczącym partii był Iwan Bakanow, w maju 2019 funkcję tę objął Dmytro Razumkow, w listopadzie 2019 – Ołeksandr Kornijenko.
W wyniku przeprowadzonych w marcu i kwietniu 2019 wyborach prezydenckich kandydat partii Wołodymyr Zełenski zdobył w pierwszej turze 5 714 034 głosów (30,24%), przechodząc wraz z dotychczasowym prezydentem Ukrainy, Petrem Poroszenko, do drugiej tury. Zdobył w niej 13 541 528 głosów (73,22%), tym samym został nowym prezydentem Ukrainy.
W wyborach parlamentarnych w 2019 ugrupowanie zdobyło 254 mandaty i jako pierwsze ugrupowanie po 1991, wywalczyło większość bezwzględną w ukraińskim parlamencie.

## Program
W programie wyborczym do wyborów parlamentarnych w 2019 r. przedstawia szereg propozycji dotyczących demokracji bezpośredniej, walki z korupcją, otwarciem się na zagranicznych, ukraińskich inwestorów oraz wprowadzeniem „mechanizmu wycofywania posłów, którzy stracili zaufanie wyborców”. Partia zobowiązała się również do rozszerzenia współpracy Ukrainy z Unią Europejską i NATO.
Rusłan Stefanczuk, przedstawiciel Zełenskiego w Radzie Najwyższej, ogłosił, że partia wybrała libertarianizm jako swoją podstawową ideologię. 10 listopada 2019 roku nowy lider partii, Ołeksandr Kornijenko, oświadczył, że ideologia partii zostanie zmodyfikowana i że nowym kierunkiem ruchu stanie się coś „pomiędzy liberalizmem a socjalizmem”. 13 listopada Dawid Arachamia, wiceprezes partii Sługa Ludu, wyróżnił dwie frakcje w swojej partii: socjalliberalną i libertariańską. W przeddzień wywiadu dla Liga.net Arachamia powiedział, że zmiana ideologicznej orientacji z libertarianizmu na socjalliberalizm była konsekwencją orientacji na masowego wyborcę. 2 lutego 2020 lider partii określił pozycję polityczną Sługi Ludu jako „aktywny centryzm”.

## Wyniki wyborów

### Wybory prezydenckie
| Wybory | Kandydat           | I tura    | I tura      | II tura    | II tura     | Uwagi                       |
| Wybory | Kandydat           | Głosów    | %           | Głosów     | %           | Uwagi                       |
| ------ | ------------------ | --------- | ----------- | ---------- | ----------- | --------------------------- |
| 2019   | Wołodymyr Zełenski | 5 714 034 | 30,24% (1.) | 13 541 528 | 73,22% (1.) | Wygrana z Petrem Poroszenko |

### Wybory parlamentarne
| Wybory | Głosy na listę | % głosów na listę | Mandaty | Lider           |
| ------ | -------------- | ----------------- | ------- | --------------- |
| 2019   | 6 307 793      | 43,2              | 254/450 | Dmytro Razumkow |